# Væb
Væb – islandzki duet muzyczny, tworzący muzykę elektroniczną, założony w 2022 roku. W skład formacji wchodzą bracia: Hálfdán Helgi Matthíasson i Matthías Davíð Matthíasson. Reprezentanci Islandii w 69. Konkursie Piosenki Eurowizji (2025).

## Historia

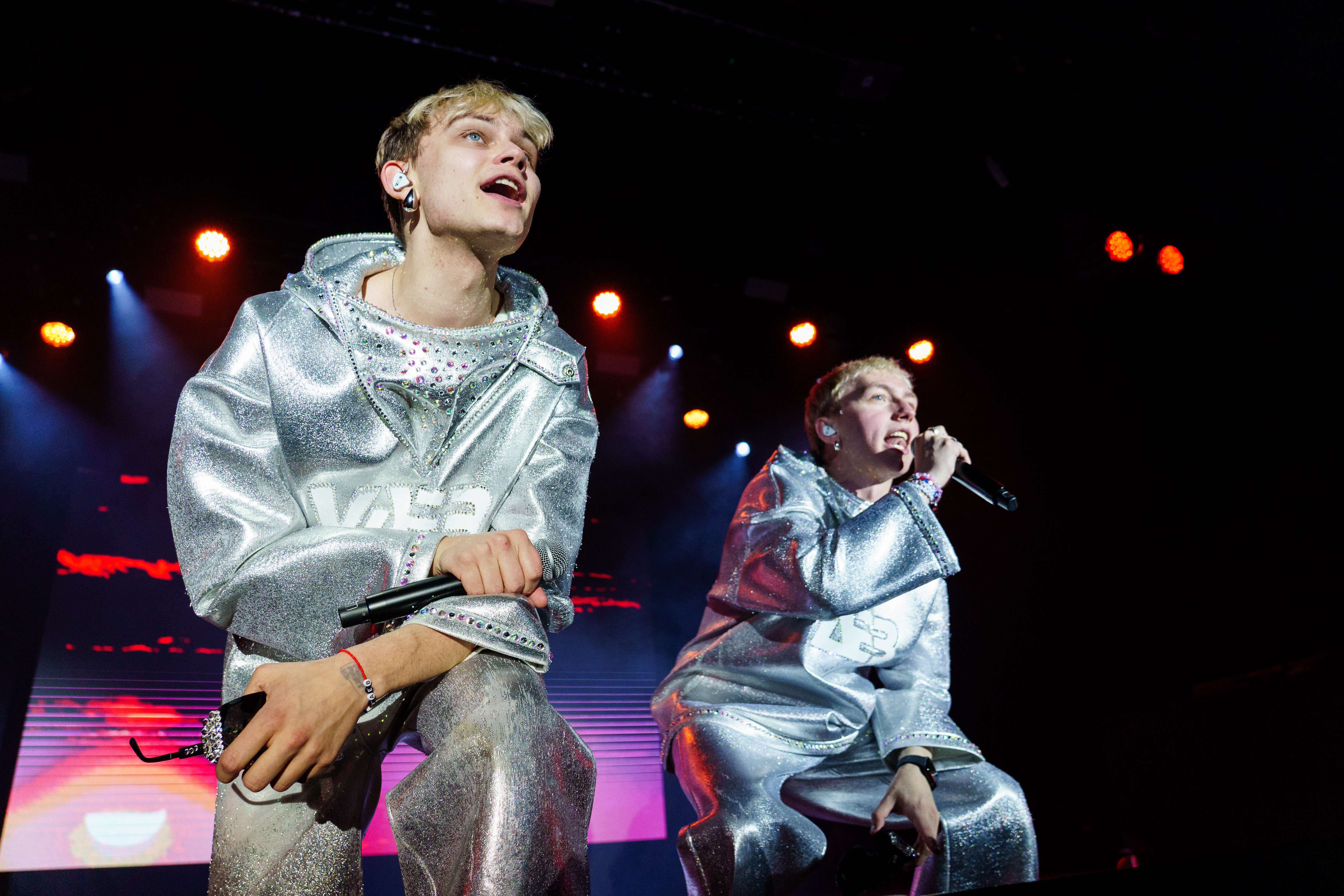
Væb podczas koncertu PrePartyES w Madrycie (2025)

Zespół założyli w 2022 bracia Hálfdán Helgi (ur. 4 czerwca 2003) i Matthías Davíð Matthíassonowie (ur. 7 grudnia 2004), którzy jeszcze w tym samym roku wydali swój debiutancki albumy studyjny pt. Væb tékk. W 2024 z utworem „Bíómynd” zajęli czwarte miejsce w programie Söngvakeppnin wyłaniających reprezentanta Islandii w 68. Konkursie Piosenki Eurowizji w Malmö. 
22 lutego 2025 z piosenką „Róa” zwyciężyli w finale Söngvakeppnin 2025, uzyskując tym samym prawo do reprezentowania Islandii w Konkursie Piosenki Eurowizji 2025 w Bazylei. 13 maja wystąpili w pierwszym półfinale i awansowali do finału.

## Dyskografia

### Albumy
| Rok  | Dane dot. albumu                                                                                 |
| ---- | ------------------------------------------------------------------------------------------------ |
| 2022 | Væb tékk - Wydany: 8 września 2022 - Wytwórnia: Alda Music - Format: digital download, streaming |

### Minialbumy
| Rok  | Dane dot. albumu                                                                              |
| ---- | --------------------------------------------------------------------------------------------- |
| 2024 | Væbauer - Wydany: 25 lipca 2024 - Wytwórnia: Alda Music - Format: digital download, streaming |

### Single
| Rok                                                      | Tytuł                                                             | Najwyższe pozycje na listach | Najwyższe pozycje na listach | Najwyższe pozycje na listach | Najwyższe pozycje na listach | Najwyższe pozycje na listach | Najwyższe pozycje na listach | Najwyższe pozycje na listach | Najwyższe pozycje na listach | Najwyższe pozycje na listach | Najwyższe pozycje na listach | Najwyższe pozycje na listach | Album              |
| Rok                                                      | Tytuł                                                             | ICE                          | AUT                          | FIN                          | GRE Int.                     | NLD                          | LTU                          | NOR                          | SWI                          | SWE                          | UK Down.                     | UK Sales                     | Album              |
| -------------------------------------------------------- | ----------------------------------------------------------------- | ---------------------------- | ---------------------------- | ---------------------------- | ---------------------------- | ---------------------------- | ---------------------------- | ---------------------------- | ---------------------------- | ---------------------------- | ---------------------------- | ---------------------------- | ------------------ |
| 2022                                                     | „Aron Can (Borðar kál)”                                           | –                            | –                            | –                            | –                            | –                            | –                            | –                            | –                            | –                            | –                            | –                            | Væb tékk           |
| 2022                                                     | „Þetta kallar á drykk”                                            | –                            | –                            | –                            | –                            | –                            | –                            | –                            | –                            | –                            | –                            | –                            | Væb tékk           |
| 2022                                                     | „Ríðum ríðum” (oraz Háski i Rokkkór Íslands)                      | –                            | –                            | –                            | –                            | –                            | –                            | –                            | –                            | –                            | –                            | –                            | –                  |
| 2022                                                     | „Alveg dagsatt” (oraz Villi Neto, Reynir, i Barnakór Lindakirkju) | –                            | –                            | –                            | –                            | –                            | –                            | –                            | –                            | –                            | –                            | –                            | –                  |
| 2023                                                     | „Ofboðslega frægur” (Remix) (oraz Ingi Bauer)                     | 17                           | –                            | –                            | –                            | –                            | –                            | –                            | –                            | –                            | –                            | –                            | –                  |
| 2023                                                     | „Tölur tala” (oraz Herra Hnetusmjör)                              | 21                           | –                            | –                            | –                            | –                            | –                            | –                            | –                            | –                            | –                            | –                            | –                  |
| 2023                                                     | „Sömmer Baby” (oraz Lil Curly)                                    | –                            | –                            | –                            | –                            | –                            | –                            | –                            | –                            | –                            | –                            | –                            | –                  |
| 2023                                                     | „Ég er á leiðinni” (Remix)                                        | –                            | –                            | –                            | –                            | –                            | –                            | –                            | –                            | –                            | –                            | –                            | –                  |
| 2024                                                     | „Bíómynd”                                                         | 10                           | –                            | –                            | –                            | –                            | –                            | –                            | –                            | –                            | –                            | –                            | Söngvakeppnin 2024 |
| 2024                                                     | „Movie Scene”                                                     | –                            | –                            | –                            | –                            | –                            | –                            | –                            | –                            | –                            | –                            | –                            | Söngvakeppnin 2024 |
| 2024                                                     | „Til hamingju”                                                    | –                            | –                            | –                            | –                            | –                            | –                            | –                            | –                            | –                            | –                            | –                            | –                  |
| 2025                                                     | „Róa”                                                             | 1                            | 40                           | 21                           | 76                           | 57                           | 28                           | 50                           | 12                           | 9                            | 32                           | 33                           | Söngvakeppnin 2025 |
| 2025                                                     | „Jaja Ding Dong” (Remix) (oraz Ingi Bauer)                        | –                            | –                            | –                            | –                            | –                            | –                            | –                            | –                            | –                            | –                            | –                            | –                  |
| 2025                                                     | „Dr. Saxophone”                                                   | –                            | –                            | –                            | –                            | –                            | –                            | –                            | –                            | –                            | –                            | –                            | –                  |
| „–” oznacza, że singel nie był notowany na danej liście. |                                                                   |                              |                              |                              |                              |                              |                              |                              |                              |                              |                              |                              |                    |